# Capua (città antica)
Capua (in osco , in etrusco Capeva, latino Capŭa), oggi indicata con Capua antica o Capua arcaica per evitare ambiguità, è stata una città sorta nel IX secolo a.C. sul luogo dell'attuale comune campano di Santa Maria Capua Vetere.
Capua, il cui territorio era abitato in origine da popolazioni di stirpe ausonia, fu città etrusca, osca e infine romana. Si trovava sulla via Appia ed era la più importante città della zona, considerata una delle più grandi dell'Italia antica.
Dopo la distruzione e il saccheggio da parte dei Saraceni nel IX secolo, la popolazione si trasferì in massa nella vicina Casilinum, fondando la l'odierna Capua.

## Origine del nome
Secondo l'ipotesi prevalente il toponimo deriverebbe dall'etrusco Capeva, con il significato di "città delle paludi"
. Altri autori ritengono invece poco probabile che il nome originario della città alla sua rifondazione a opera degli Etruschi nel 524 a.C. fosse già Capua (o come citano altre fonti Kapys o Capye). Questo per tre motivi. Il primo è che il nome Capua deriverebbe, come afferma lo stesso Virgilio nell'Eneide, da Capi, un eroe troiano vicino ad Enea e questo farebbe spostare la data della fondazione di Capua molto dopo a quella effettiva, accertata anche da reperti storici. In secondo luogo il nome Capua si rifà ad una accezione terminologica dal greco che significa "piede incurvato", definizione anch'essa molto più recente della fondazione etrusca. Infine, come lo stesso Mauro Cristofani afferma, è probabile che almeno inizialmente la città fondata dagli Etruschi appartenesse ad una dimensione regionale più vasta posta sotto il nome di Volturnum. Per toponimia pertanto la città inizialmente potrebbe aver avuto il nome proprio di Volturnum per poi diventare Capua solo nel 423 a.C. con la conquista da parte dei sanniti. Il nome Volturnum sarebbe confermato da due fattori. Il primo è che gli Etruschi erano soliti dare i nomi ai villaggi che fondavano basandosi sul nome gentilizio che abitavano tali villaggi ed è confermato che nella Capua originaria vivesse una gens etrusca di nome Velurna. Altro fattore che confermerebbe tale nome è la presenza di un vento scirocco di nome proprio Volturnum che soffiava sulla zona dove vi era questo villaggio originario e tra l'altro tale vento sarebbe anche la causa della particolare forma ad orientamento invertito dell'asse cittadino evidentemente posto in questa maniera per impedire che il vento disturbasse i cittadini.

## Storia

### Fondazione ed epoca etrusco-osca

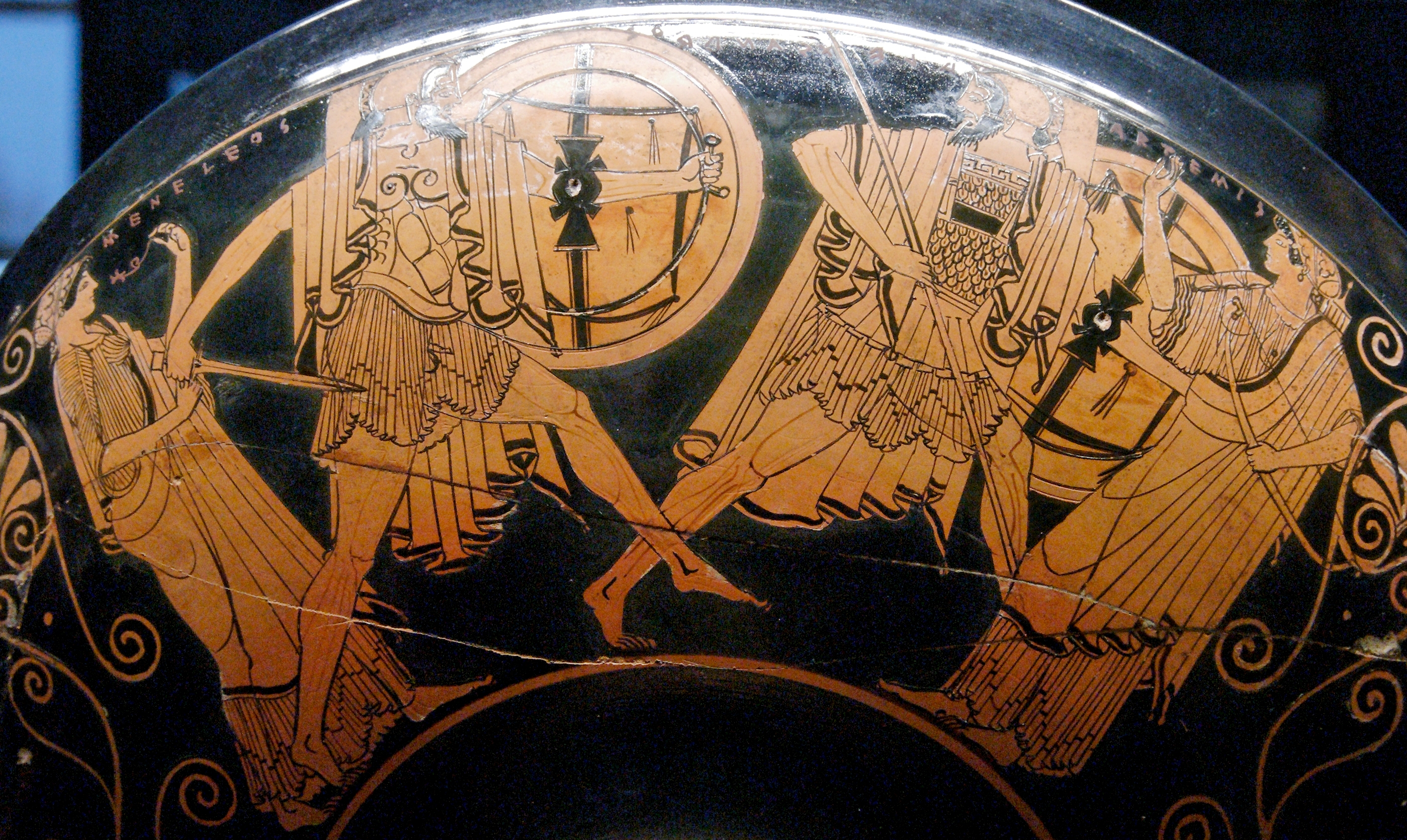
Menelao uccide Paride, kylix attica a figure rosse, Museo del Louvre, 490-460 a.C.

Mentre i reperti archeologici testimoniano la presenza etrusca già risalente alla fase villanoviana, quindi sul territorio della Capua antica già a partire dal IX secolo a.C., l'anno preciso della sua fondazione e il nome del suo fondatore sono stati nel corso dei secoli materia di discussione e ancora oggi la questione non vede d'accordo tutti gli storici.
Tra gli autori più antichi, Catone nelle Origines vuole Capua fondata 260 anni prima della sua conquista da parte dei romani mentre Velleio Patercolo la vuole fondata nell'800 a.C.. Secondo l'Eneide di Virgilio, invece, la città sarebbe stata fondata da Capi, peraltro nonno di Enea. Secondo Strabone, fu fondata dagli Etruschi nel primo quarto del V secolo a.C.,
Per giustificare tale differenza tra le date, alcuni storici, come Karl Julius Beloch prima e Hermann Peter e Martin Schanz dopo, suggeriscono che Catone non si riferisse alla presa di Capua durante la seconda guerra punica ma invece all'occupazione del 338 a.C. in seguito alla ribellione dei Latini o a quella del 314 a.C. durante la seconda guerra sannitica. Di conseguenza sia il Beloch che Jacques Heurgon hanno suggerito date intermedie alle due fornite (600 a.C. il primo, 525 a.C. il secondo).
Una spiegazione più verosimile e comunemente accettata comunque è che Catone si riferisse non alla fondazione di Capua ex nihilo, ma ad una sua rifondazione, cioè ad una ristrutturazione tale da cambiarla radicalmente. Una tale spiegazione rende valido quanto riportato da Catone e non contrasta con la data fornita da Velleio Patercolo, che risulta inoltre avvalorata dalle testimonianze archeologiche.
Quindi Capua esisteva già da secoli e subì, nel corso del V secolo a.C. circa, una profonda ristrutturazione che le diede un nuovo assetto urbano sotto l'impulso della presenza dominante etrusca. Nel corso del V sec. a.C. le popolazioni di lingua osca delle zone interne della Campania, spinte dalle prospettive economiche positive offerte dalla città, vi trovano posto come manodopera servile, in un primo tempo sottoposta all'elemento etrusco dominante, che nel 438 a.C. concesse loro il diritto di cittadinanza (a quest'anno Diodoro Siculo fa risalire la costituzione del popolo dei Campani).
Con il declino etrusco però (alla fine del IV secolo a.C.), le tribù osche raggiunsero una posizione di predominio, prendendo Capua nel 425 e successivamente Nola e la colonia greca di Posidonia (ridenominata dunque Paistom). Capua si pose così in quest'epoca a capo di una lega campana.

### Alleanza con Roma
Nel IV secolo a.C., quando era probabilmente la più grande città d'Italia, divenne oggetto delle mire dei Sanniti che la posero sotto assedio, e contestualmente venne coinvolta nel processo di espansione di Roma: Capua infatti inviò un'ambasceria ai romani chiedendone la protezione, ma il Senato romano, che aveva in precedenza stipulato un trattato di non belligeranza con i Sanniti, fu costretto a respingere tale proposta.
Gli ambasciatori della città campana, mossi dalla disperazione, decisero allora di consegnare l'intera città, i suoi abitanti, i campi, gli averi e ogni loro cosa, nelle mani di Roma (deditio), in modo da costringerla ad impegnarsi moralmente nella sua difesa dall'aggressore sannita. In questo modo la città diventava romana e obbligava Roma ad accettare di intervenire in sua difesa, dando inizio alla prima guerra sannita. Sconfitta nel conflitto iniziato nel 343 a.C., nel 338 a.C. decide di allearsi con Roma ottenendo il rango di civitas sine suffragio.

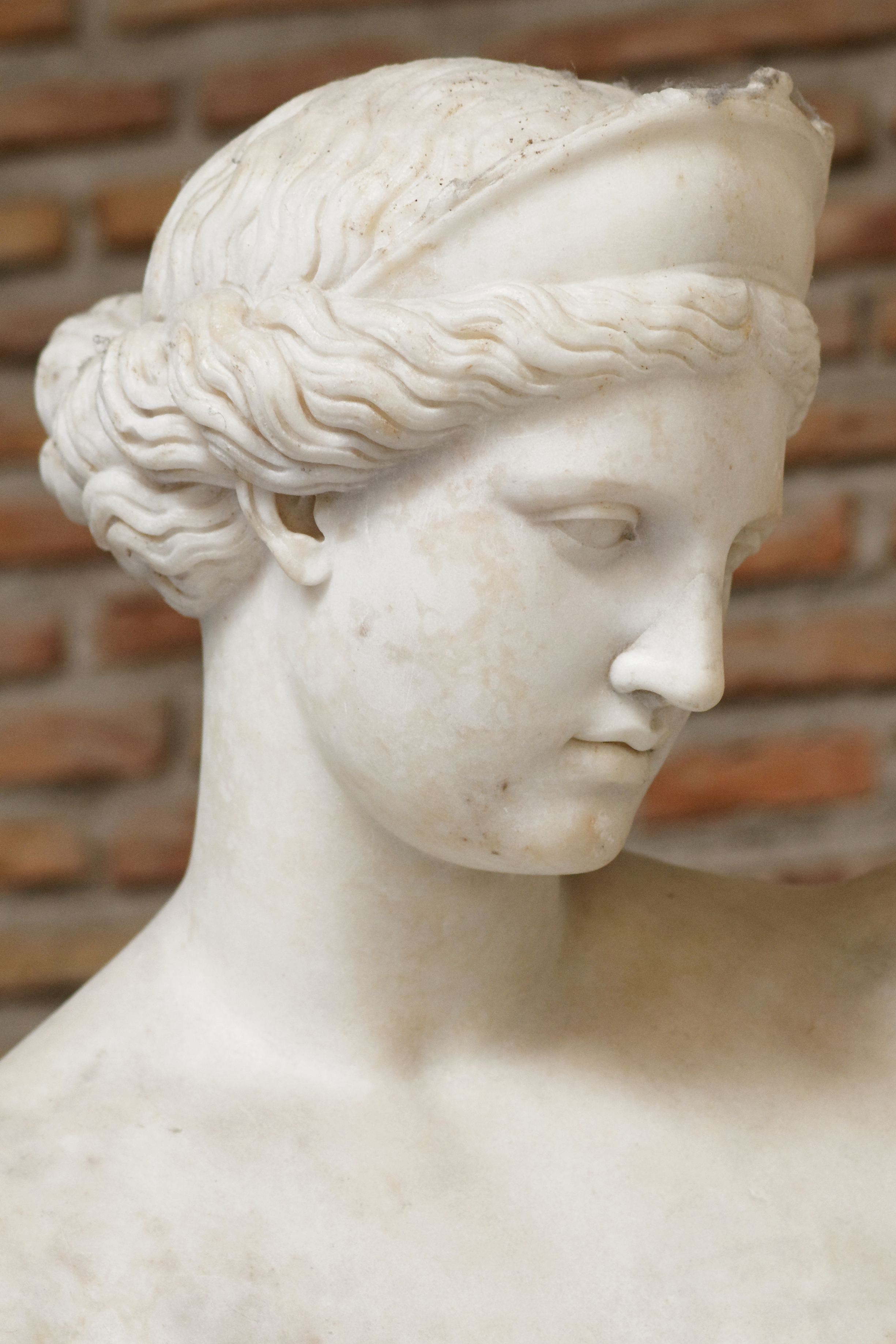
Venere di Capua, marmo bianco, Museo archeologico nazionale di Napoli, fine del IV sec. a.C.–III sec. a.C.

Nel corso del III sec. a.C. la città faceva capo alla tribù Falerna, rimanendo fedele a Roma, alla quale dal 312 a.C. fu messa in collegamento diretto tramite la via Appia. A lungo riluttante al dominio romano, poté tuttavia conservare le proprie istituzioni, la propria lingua e i propri costumi ma sempre sotto la soggezione capitolina, cosicché in seguito alla sconfitta di Canne la fazione popolare inclinò verso Annibale offrendo rifugio e rifornimenti alle sue truppe nel 213-211 a.C.

### La seconda guerra punica
Durante la seconda guerra punica, divenne uno degli avamposti privilegiati di Annibale: l'esercito cartaginese occupò la città e la fece diventare centro militare e politico da cui lanciare "scorrerie" nell'Italia meridionale, alla ricerca anche di alleati contro Roma (nella speranza di una successiva conquista della capitale). Durante quest'epoca (dal 216 al 211 a.C.) Capua batté autonomamente moneta, dando luogo a una propria particolare monetazione.
Capua, assieme a città come Atella, Calatia ed altre, passò così dalla parte dei Cartaginesi. Durante la presenza di Annibale, furono coniate una serie di monete di bronzo. Annibale ed il suo esercito vi passarono l'inverno e il condottiero ne approfittò per portare avanti la parte politica della sua azione: furono i cosiddetti ozi di Capua che, secondo molti storici, indebolirono i soldati e sarebbero stati una delle cause della futura sconfitta cartaginese, in quanto avrebbero impedito di marciare subito direttamente su Roma. Classe dirigente e popolazione capuana appoggiarono la campagna di Annibale, poiché Capua era città troppo fiera per sottostare a Roma; la storia però volle che a vincere fossero i Romani.
Nel 212 e nel 211 a.C. Capua subì due lunghi assedi da parte dei Romani, dopodiché Annibale fu costretto, nel tentativo di alleggerire la pressione romana, a spingersi con il proprio esercito fino a sotto le mura di Roma, nella zona di porta Collina, senza però riuscire ad espugnarla.

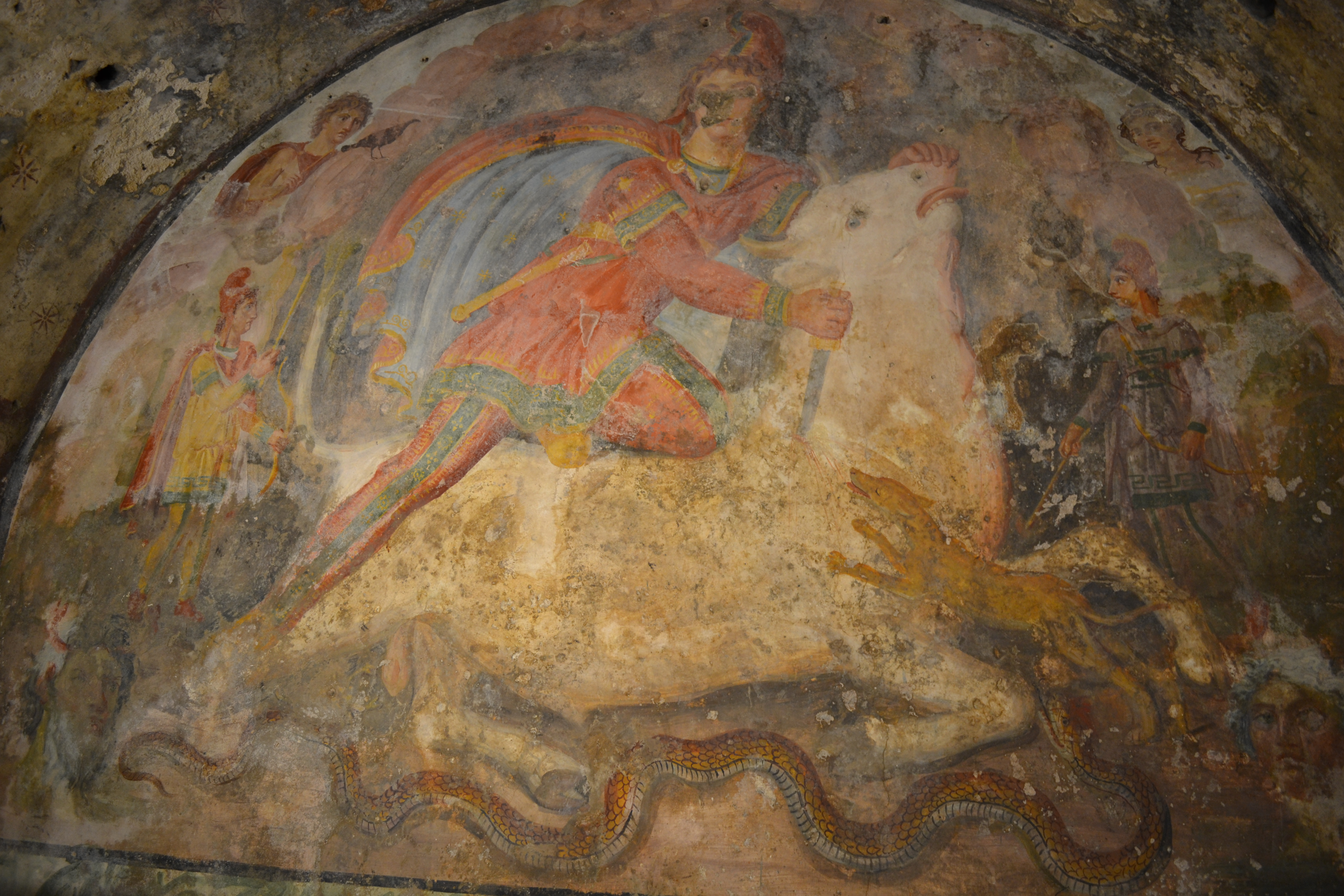
Mitreo di Capua, Tauroctonia, II secolo.

Dopo la partenza di Annibale, nel 211 a.C., la città fu definitivamente conquistata dai Romani e molti senatori Campani, inclusi quelli capuani, si tolsero la vita con il veleno piuttosto che cadere prigionieri nelle mani del nemico. Ultimo meddix tuticus fu Seppio Lesio. Altri, nonostante il parere contrario del Senato romano, furono fatti uccidere da Gneo Fulvio a Cales e a Teanum.

### Il senatoconsulto del 211 a.C. e la romanizzazione del territorio
La vendetta dei Romani al tradimento di Capua, secondo alcune fonti citate anche da Livio tra cui Celio Antipatro, fu molto forte. I Romani avrebbero punito i cittadini capuani rei di aver assecondato Annibale, non solo degradando a prefettura la città di Capua e facendole perdere tutte le cariche e gli organi magistratuali cittadini, con la deportazione trans Tiberim e addirittura per i più abbienti la carcerazione, la confisca dei beni e la vendita di moglie e figlie come schiave. Se sulle deportazioni e la carcerazione in massa le stesse fonti in parte dubitano, certo è invece il provvedimento di esproprio dei terreni che con un senatoconsulto il Senato emanò nel 211 a.C. Questo provvedimento di deditio o debellatio portò alla confisca dei territori capuani da parte dei romani e alla loro vendita in concessione tramite il pagamento di vectigal ai cittadini romani. Probabilmente almeno in questa fase i territori capuani non divennero parte dell'ager publicus romano propriamente detto, ma divennero semplicemente ager publicatus cioè "occupato" dai romani: ciò sarebbe dimostrato dal fatto che quando Publio Cornelio Lentulo realizzò nel 165 a.C. la forma agri Campani in questi territori dovette comprare i territori occupati, indizio che questi territori non appartenevano al patrimonio romano.
Già nel 173 a.C. gran parte della terra era tornata ai privati capuani: per far fronte a questo il Senato inviò il console Lucio Postumio Albino per ridefinire i confini pubblici, e otto anni dopo il pretore Publio Cornelio Lentulo, come detto, comprò i terreni privati, dividendo quelli pubblici in poderi e realizzando la forma agri; molto probabilmente fu in questa fase che i Romani acquisirono questi territori come ager publicus. Nel 130 a.C. infine una specifica commissione formata dai tresviri agris dandis iudicandis adsignandis  Caio Gracco, Appio Claudio e Licinio Crasso provvide all'identificazione e alla determinazione del territorio in centurie. Caio Gracco tentò senza successo anche di restituire i diritti civili alla città.

### La ripresa

Mappa di Capua antica.

Nonostante tutto Capua visse un periodo di ripresa e poi di floridezza, diventando un'importante città manifatturiera nel campo dei beni di lusso (profumi, bronzi, ceramiche, unguenti); i suoi mercanti spaziavano in tutto il mediterraneo e si insediarono nell'importante centro di Delo. La situazione economica favorevole si rispecchiava anche nell'espansione urbanistica, con la costruzione di un teatro su terrapieno, di un collegium mercatorum, di porticati e del più antico anfiteatro (precedente a quello imperiale), oltre al tempio di Giove Tifatino individuato nel 1996. La città, così come l'intera Campania, fu tra le prime ad essere interessate da un forte processo di ellenizzazione già nel II secolo a.C., tanto che Cicerone dirà che presentava l'aspetto di un moderno centro ellenistico.

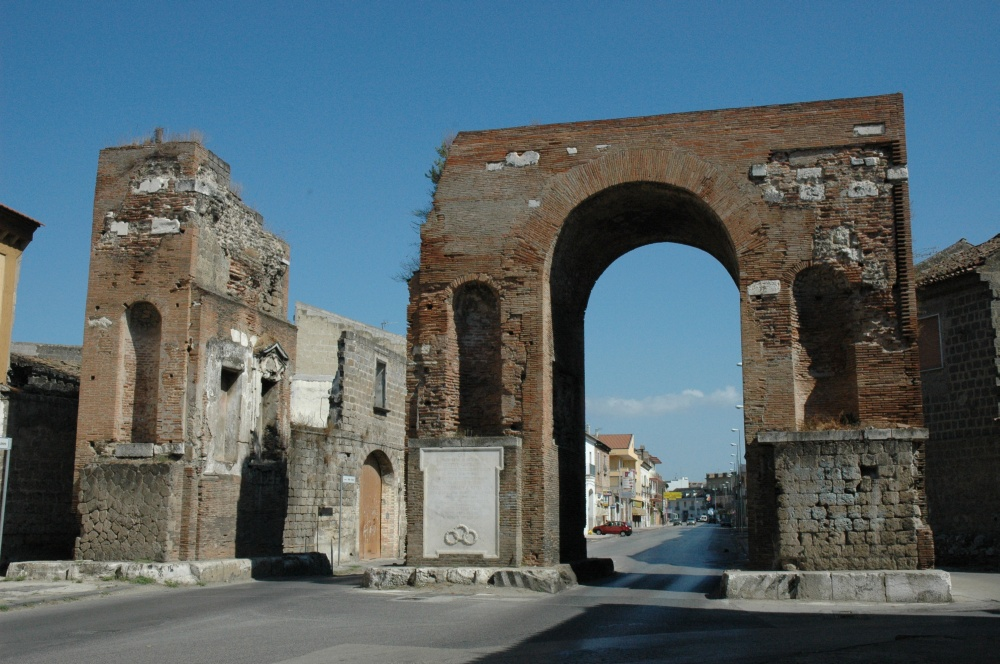
L'Arco di Adriano di Capua, oggi nel comune di Santa Maria C.V.

Sopravvisse a una prima rivolta servile del 104 e alla guerra sociale dell'89 a.C., sostanzialmente indenne. Caio Mario e Lucio Cornelio Cinna operarono la deduzione di una colonia e nell'83 a.C. durante la guerra civile Silla vi sostò presso il santuario di Diana Tifatina, in attesa dello scontro con Gaio Norbano. Il suo anfiteatro, sede della prima scuola di gladiatori, fu il punto di partenza della rivolta guidata da Spartaco nel 73 a.C. Nel 59 a.C. fu ribattezzata Colonia Iulia Felix, quando Cesare ne distribuì l'agro a 20.000 coloni. Nel I secolo a.C. Cicerone durante la sua orazione De lege agraria (Contra Rullum), la definì altera Roma, ovvero "la seconda Roma", e arrivò a paragonarla a Cartagine e Corinto. Infatti anche sotto il dominio romano, la città aveva una notevole importanza e fama anche al di fuori dell'Italia. Ausonio la elencò ottava fra le prime dieci città dell'Impero.

### Età imperiale

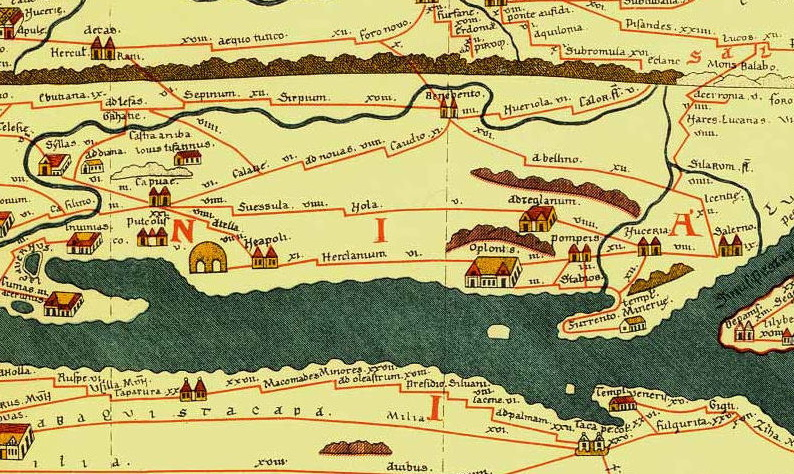
L'indicazione della Capuae di età imperiale nella Tabula Peutingeriana.

Durante l'intera età imperiale Capua dovette perdere di centralità, e ciò sembra essere testimoniato dal silenzio delle fonti, anche se Augusto e poi Nerone vi operano la deduzione di nuove colonie. Con la guerra civile del 68-69, Vespasiano la punì per aver parteggiato a favore di Vitellio, espropriandola del territorio delle Leboriae, dopodiché conobbe un momento di nuovo splendore a principio del II sec. d.C. quando Adriano la abbellì, dotandola di nuove statue, colonne e ornamenti di marmo a completamento dell'anfiteatro, che per dimensioni continuò a rimanere secondo solo al Colosseo, nonché di un arco trionfale.

### Dal tardo impero all'alto medioevo
Resa da Costantino sede del Consularis Campaniae, nel 390 vi si svolse un sinodo presieduto da Ambrogio, vescovo di Milano. La presenza cristiana fu molto precoce (la tradizione vuole che il cristianesimo vi giunse con l'apostolo Pietro), tanto che divenne importante sede vescovile già nei primi secoli. I vescovi capuani parteciparono ai primissimi concili per dirimere controversie religiose, tra cui si segnala quello di Arles (314) convocato da Costantino I, cui prese parte il titolare Proterio.
Dopo la caduta dell'Impero romano d'Occidente Capua fu devastata in parte, come altri centri dell'Italia, dalle invasioni visigote e vandaliche. Andò incontro a una tenue ripresa sotto la presenza ostrogota, durante il cui dominio il consolare Lampadio fece restaurare l'anfiteatro. Con la guerra greco-gotica viene riconquistata dai romani orientali dopo il 553, per poi divenire infine una contea del Ducato di Benevento sotto la presenza longobarda.

### La distruzione
Nell'841, nel corso di una lotta di successione nel ducato beneventano, Radelchi I assoldò una banda di saraceni nord-africani, comandata dal berbero Kalfun (divenuto poi primo emiro di Bari), contro Landolfo I il Vecchio, saccheggiando e distruggendo la città e costringendo la popolazione alla fuga.

### LaNuova Capua
Dopo la distruzione, la popolazione (che da allora costituisce la prolungazione storica della Civitas Capuana) fuoriusciva dalla città in rovina e si rifugiava dapprima a Sicopoli, per poi collocarsi, dopo pochi anni (nell'856), su un'ansa del fiume Volturno, sul luogo dove aveva sede il porto fluviale romano di Casilinum. Veniva così costituita la "Nuova Capua" corrispondente oggi al comune della provincia di Caserta, denominato appunto Capua.

### LarinascitadellaCapua Vecchia
Dopo l'abbandono della popolazione del IX secolo, sul vecchio territorio di Capua non rimasero che degli insediamenti indipendenti.
Solo verso la fine del XVIII secolo questi si fusero insieme nel borgo di Santa Maria Maggiore, frazione di Capua, che con l'unità d'Italia divenne un comune autonomo, assumendo poco dopo il nome di Santa Maria Capua Vetere.
Nel 2024 i resti dell'antica Capua - l'arco di Adriano, l'anfiteatro campano e l'area del museo archeologico con il mitreo - sono stati riconosciuti patrimonio dell'umanità dall'UNESCO come parte del sito seriale "Via Appia. Regina Viarum".